# David Shoenberg

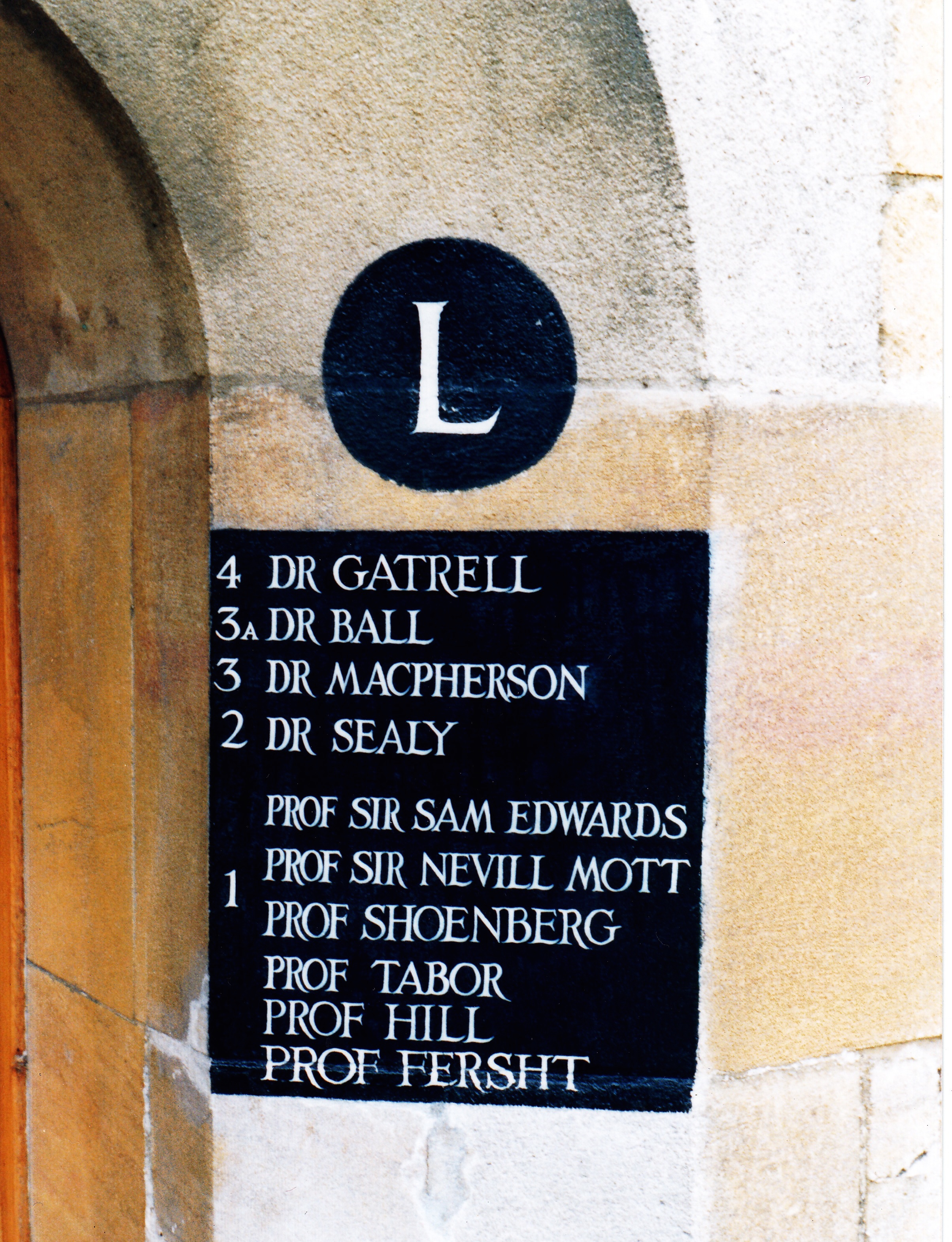
Foto des Treppenhauses L1 im Caius Court, Gonville and Caius College, Cambridge. Raum L1 wurde von sechs Wissenschaftlern gemeinsam genutzt, neben Shoenberg Nevill Mott, Sam Edwards, David Tabor, Rodney Hill und Alan Fersht

David Shoenberg, MBE FRS, (* 4. Januar 1911 in Sankt Petersburg, Russisches Kaiserreich; † 10. März 2004) war ein britischer Physiker.
Er war der Sohn von Isaac Shoenberg. 1914 emigrierte die Familie nach Großbritannien. Shoenberg erhielt seine Ausbildung an der Latymer Upper School in Hammersmith und am Trinity College, Cambridge, wo er 1935 promoviert wurde. Er arbeitete im Royal Society Mond Laboratorium, das ein Teil des Cavendish-Laboratoriums war. Dort lernte er bei James Chadwick und Pjotr Leonidowitsch Kapiza, mit dem er nach dessen Rückkehr in die Sowjetunion 1934 weiter in Briefkontakt blieb. 
Er war Professor für Physik an der University of Cambridge und der Leiter der Tieftemperaturphysikgruppe der Cavendish Laboratory von 1973 bis 1978 und schließlich emeritiert. Er war ferner ein Life Fellow des Gonville and Caius College in Cambridge.
Shoenberg beschäftigte sich insbesondere mit Festkörperphysik und Tieftemperaturphysik. Er publizierte Arbeiten zum De-Haas-van-Alphen-Effekt zur experimentellen Bestimmung von Fermiflächen, zum Magnetismus, zur Supraleitung in Uran und zur Bestimmung der Londonschen Eindringtiefe. Bereits 1938 brachte er ein Lehrbuch zur Supraleitung heraus, das 1952 nochmals aufgelegt wurde.
Er betreute die Promotionsarbeiten von Brian Pippard und John Hulm, der später die A15-Supraleiter entdeckte.
Im Jahre 1944 erhielt er den MBE und wurde 1953 zum Fellow der Royal Society gewählt. 1964 erhielt er den Fritz London Memorial Award. 1982 wurde er in die American Academy of Arts and Sciences aufgenommen.